# 蝴蝶裝
蝴蝶裝，是一種書籍裝訂方式。從五代開始被採用於裝訂，流行於宋代，元朝逐漸式微。此種裝訂方式是目前已知最早使用冊葉逐張粘合成冊的裝訂方式。

## 形制
每張書葉以中縫為界向內摺（即有字的兩面會互相碰觸），所有書葉的折口處粘在一張硬質的裹背紙上。由於中縫固定於書背，每頁兩端如蝴蝶翅膀向兩邊伸開，翻頁時宛如蝴蝶拍翼，因而得名。這種形制是目前已知使用書葉的最早裝訂方式，這種方式因在書架上可以直立，便於貯藏及陳列，後世的包背裝、線裝，均以此為基礎改良而成。
蝴蝶裝的缺點是閱讀時每次都要翻兩次，才能閱讀下一頁內容。因為以中縫為界向內摺，若只翻一次，則會看見空白頁，所以必須翻兩次。包背裝與蝴蝶裝的不同就是書葉向背摺（即空白頁兩面互相碰觸），解決了必須翻兩頁才能閱讀下一頁的內容，而線裝亦沿用包背裝的摺法。

## 腳注
1. ↑  高振鐸編，《古籍知識手冊1》（臺北︰萬卷樓，1997），頁66。